# 南湖、西土沟、山水沟墓群
南湖、西土沟、山水沟墓群，位于中国甘肃省敦煌市，为一个省级文物保护单位，类型为古墓葬。
南湖、西土沟、山水沟墓群的历史年代为汉至魏、晋。